# Colonno
Colonno (Culonn in dialetto comasco, AFI: /kuˈlɔn/) è un comune italiano di 426 abitanti della provincia di Como in Lombardia.
Si trova incastrata tra il Lago di Como e le Prealpi Comasche, ed appartiene alla Comunità montana del Lario Intelvese.

## Geografia fisica
Il comune si trova tra la sponda occidentale del Ramo Comasco del Lago di Como e le pendici del Monte Costone. Confina a ovest con Argegno e Pigra (in parte delimitato dal torrente Camoggia), a nord con Laino (lungo le vette del monte) e Tremezzina (nel breve tratto della Valle dei Rovasci appartenente al comune, al di là del monte), a est con Sala Comacina (in parte delimitato dal torrente Pessetta) ed a sud con Lezzeno (al di là del Lago).
Il Monte Costone (1441 m s.l.m
), o Costolone, su cui si trova il comune fa parte del Gruppo di Tremezzo. Il punto più alto del comune (1388 m s.l.m.) è una vetta del monte condivisa con Laino, non lontano dalla vetta di Alpe di Colonno (1322 m s.l.m.), dove si trova l'omonimo rifugio.
Gli unici corsi d'acqua presenti nel comune sono i torrenti Camoggia e Pessetta, che delimitano in parte i confini comunali. Sboccano entrambi nel Lago di Como, il primo formando una cascata.

## Storia

### Età Romana
Il toponimo del comune, forse derivato da "Colonus", indica l'origine romana del comune. Colonno fu fondata nel I secolo a.C. da coloni greci portati da Giulio Cesare che popolarono il territorio comasco che introdussero la coltivazione dell'ulivo e della vite.
Nel 1905, durante una rinnovazione della Strada Statale, furono scoperte quattro tombe tra Colonno e Sala presso il lago. In due di queste furono ritrovati dei crani, mentre in una terza, che rimaneva intoccata, vennero ritrovati i resti di un giovane pescatore, sepolto insieme a un vaso di pietra ollare, un ago da rete di bronzo e una moneta di bronzo dell'Imperatore Diocleziano (che regnò dal 284 al 305).

### Età Medioevale
Caduto l'Impero Romano (476), il territorio venne occupato dagli Ostrogoti, dai Bizantini, dai Longobardi e dai Franchi. Il territorio fu coinvolto nella discesa in Italia dei Longobardi nel 564, in quanto il generale bizantino Francione resistette sulla vicina Isola Comacina per vent'anni.
In questo periodo iniziò l'espansione del cristianesimo nel territorio lariano, ed il paese si legò all'Isola Comacina, a quel tempo borgo fortificato con castello, seguendone le sorti durante il Medioevo. Con l'avvento dei Franchi aumentò il potere temporale dei vescovi comaschi che espansero il loro potere sulle sponde del lago. Tra la fine dell'XI secolo ed i primi decenni del XII secolo si iniziarono a formare governi comunali nel Nord Italia, ed in quel periodo l'Isola Comacina iniziò a raggiungere una certa autonomia da Como eleggendo i propri consoli.
Nel 1118 scoppiò la Guerra decennale tra Como e Milano per il controllo dei passi alpini, e molti paesi rivieraschi si schierarono con Milano, tra cui l'Isola e i paesi confinanti. Durante la guerra l'Isola e la costa vennero attaccati più volte, e nel 1124 i Comaschi saccheggiarono i paesi sulla costa da Mezzegra a Colonno, dopo un attacco fallito contro l'Isola. La guerra finì nel 1127 con la distruzione di Como, ma questa si vendicò prima dei Milanesi (1162) e poi dei Comacini nel 1169 con l'aiuto dell'Imperatore Federico Barbarossa, radendo al suolo gli edifici sull'Isola, mentre il suo territorio entrò in orbita comasca.
Nel 1240 il capitano di Como Bertoldo di Hohenburg pubblicò gli statuti comunali che suddividevano e attribuivano il territorio comasco, diviso in pievi, a quattro quartieri chiamati Porte. In questi la pieve d'Isola viene attribuita al quartiere di Porta Sala. In questo periodo Colonno e Sala avevano l'obbligo di rifornire il mercato di Como di 20 libre di pesce ogni martedì e di 40 libre ogni sabato.
Nel 1335 Como con il suo contado venne occupato dal signore milanese Azzone Visconti, che nello stesso anno promulgò dei nuovi statuti. In questi viene citato il "comune de Collono", che è compreso nella Pieve d'Isola insieme a Sala, Ossuccio e Lezzeno. Nei statuti risulta che Colonno e Sala hanno il compito dalla manutenzione della strada che va "dal ponte di Colonno alla valle di Premonte". Colonno segue quindi le sorti del Ducato di Milano.

### Età Moderna
Nel 1517 Colonno viene citato da Paolo Giovio come Colonia. Nel 1555 troviamo Colonno a far parte del feudo d’Isola, che faceva parte a sua volta del feudo di Colico, e viene prima concesso ad Antonio Maria Quadrio, e successivamente ai conti Alberti. Nel 1640 il comune venne concesso in feudo dal re Filippo IV, con il resto della pieve, all'abate Marco Gallio di Como. Nel 1686, dopo la morte del marchese Giacomo Gallio rimasto senza discendenti, il feudo tornò nelle disponibilità del Demanio, sotto la giurisdizione del podestà di Como.
Nel 1788 San Michele di Colonno, fino ad allora un oratorio della Parrocchia di Sant'Eufemia sull'Isola (ed in seguito ad Ossuccio), viene citata per la prima volta come parrocchia indipendente.
Dal 1807 al 1816, durante l'occupazione napoleonica, Colonno insieme ad Ossuccio venne unito al comune di Sala Comacina.
In passato l'economia del paese si reggeva sul commercio dei prodotti agricoli, del pesce e dell'argilla estratta dal torrente Pessetta, usata per curare i reumatismi, che le donne di Colonno trasportavano a Como e a Milano.
Il 13 dicembre 1925 Colonno espande i confini comunali inglobando la frazione di San Bartolomeo distaccata da Sala Comacina (oggi il territorio comunale ad est del torrente Pessetta, che in passato delimitava il confine tra i due comuni fino alla riva).
Dal 20 settembre 1928 al 20 aprile 1950 è unito al neo-costituito comune di Isola Comacina, insieme a Sala Comacina ed Ossuccio.

### Simboli
Lo stemma comunale e il gonfalone sono stati concessi con decreto del Presidente della Repubblica del 13 gennaio 1957.
Lo stemma è rappresentato da uno scudo sannitico. I due terzi superiori sono di colore rosso e vi è rappresentata una daga romana che ricorda la fondazione del paese, risalente all'epoca in cui Giulio Cesare volle che la fascia rivierasca del lago di Como fosse colonizzata da famiglie agricole provenienti dalla Magna Grecia. Nel terzo inferiore le quattro fasce ondulate riproducono le acque del lago.
Il gonfalone è un drappo di rosso caricato dello stemma comunale.

## Monumenti e luoghi d'interesse

### Architetture religiose

#### Chiesa di San Michele Arcangelo

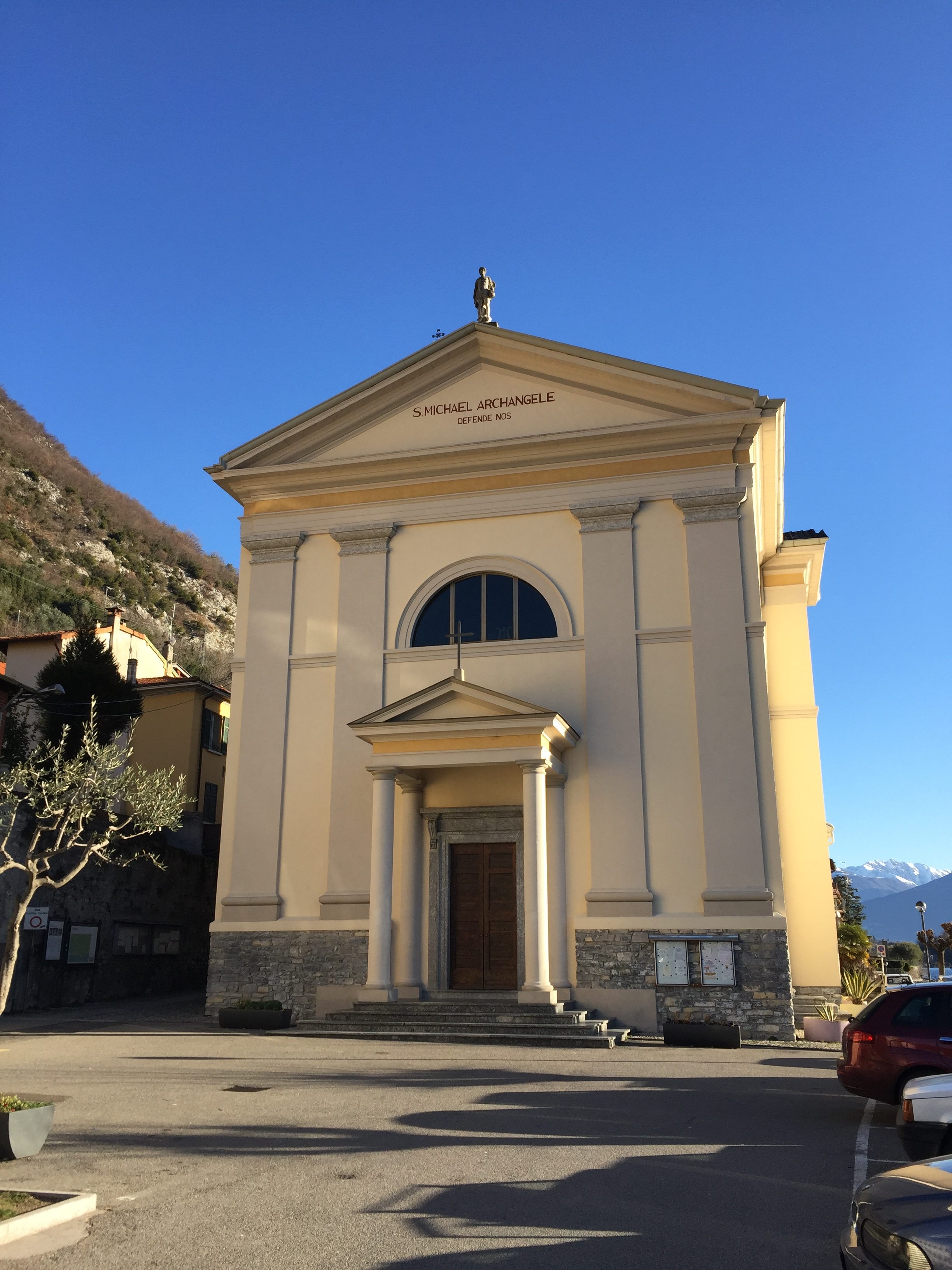
Facciata della Chiesa di S. Michele

La chiesa di San Michele Arcangelo è di stile neo-classico ma di origini romaniche. La chiesa è ad un'unica navata con due cappelle laterali ed è decorata da diverse pitture murali. In un locale dietro l'altare sono conservate i lacerti di alcuni affreschi del XV secolo.
Fu costruito sopra un antico oratorio (citato nel 1593 dal Vescovo Ninguarda) appartenente alla pieve d'Isola, di cui si trovano le tracce nel campanile. Nel XIV secolo era composta da un'unica aula con affreschi nella volta del presbiterio. Nella seconda metà del Seicento fu aggiunto una cappella laterale, mentre nel 1877 viene completamente ricostruita e decorato dal pittore Luigi Morgari. Nel 1945 fu aggiunto una nuova torre campanaria.

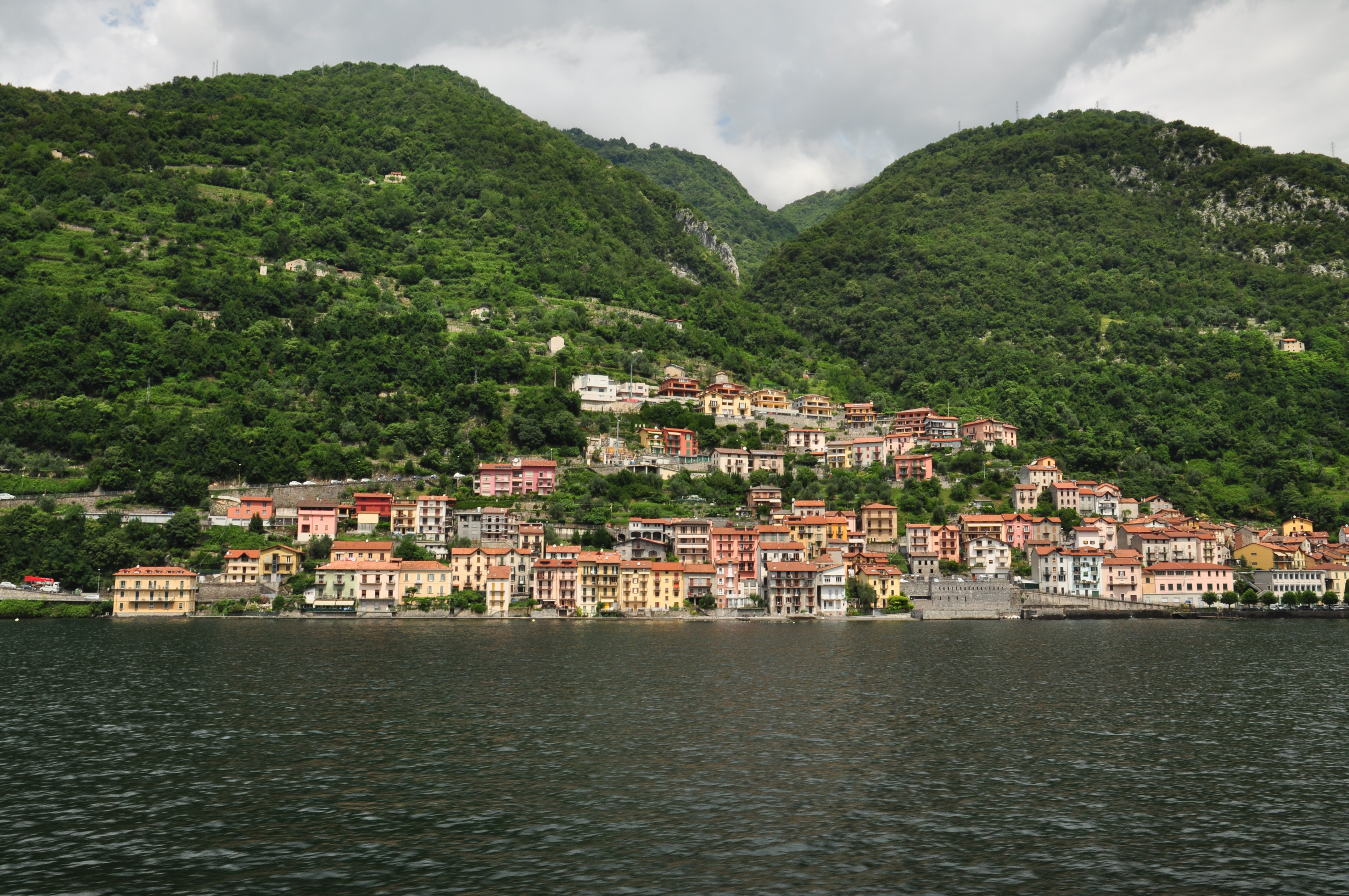
Vista del paese dal Lago

#### Altre architetture religiose
- Chiesa di Sant'Anna, ubicata a Corniga e risalente al 1631.[17]

### Altro
- Palazzo Pretura, con un antico portone del XVI-XVII secolo.
- Parte della Antica via Regina, con due ponti in pietra sopra i torrenti Camoggia e Pessetta. Si può percorrerla lungo la Greenway del Lago di Como.

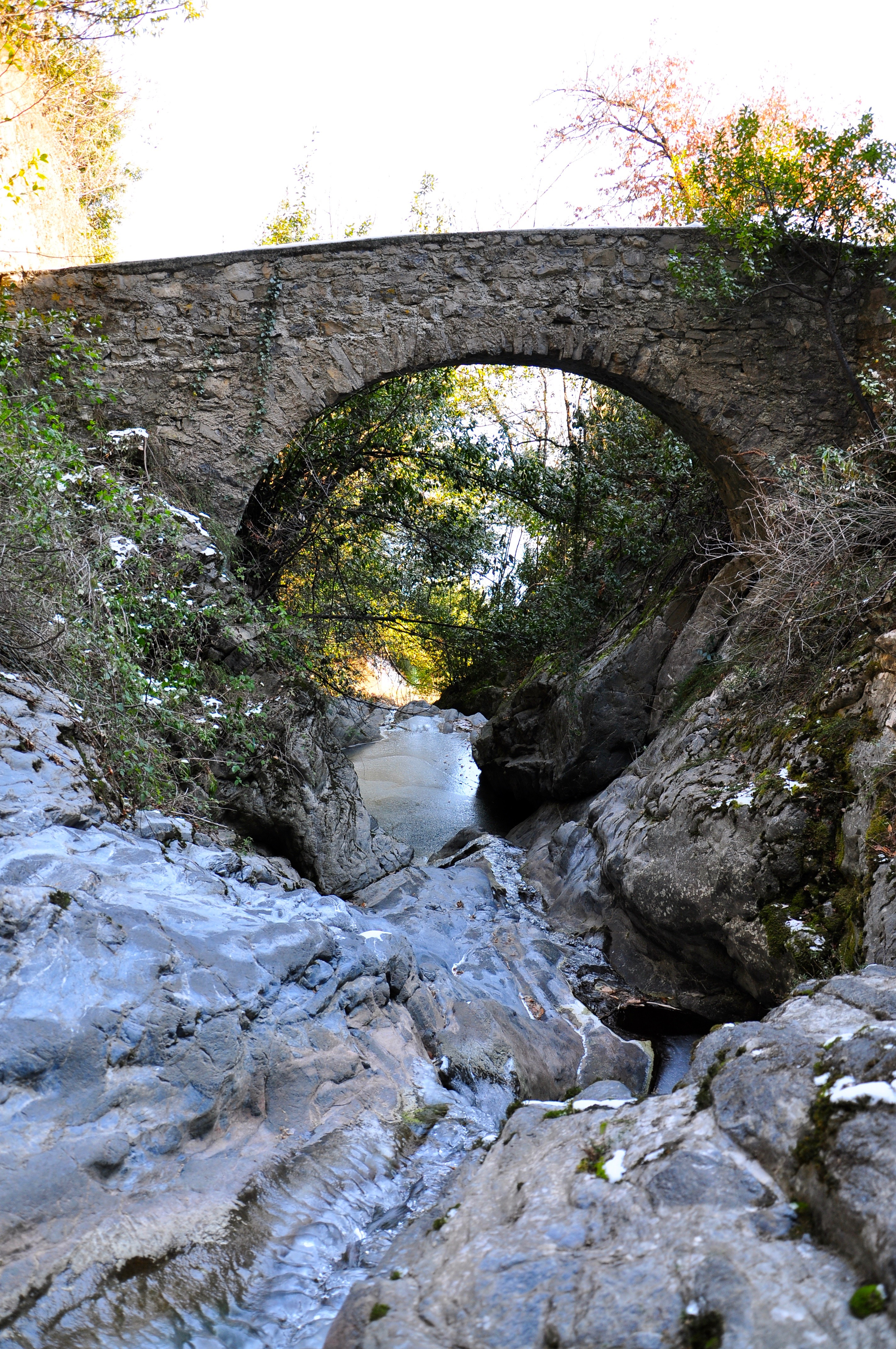
Ponte di pietra sul torrente Camoggia

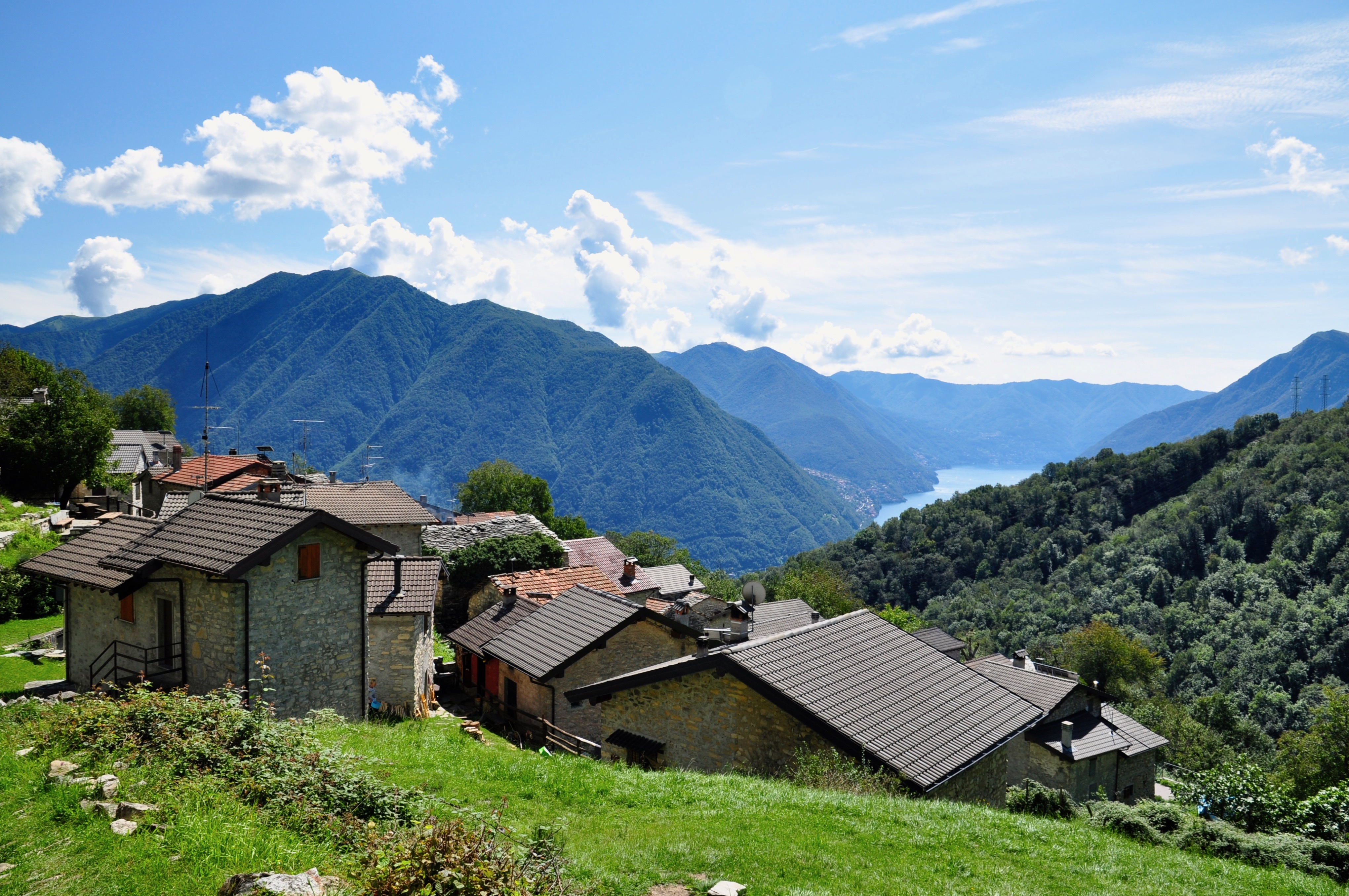
Corniga

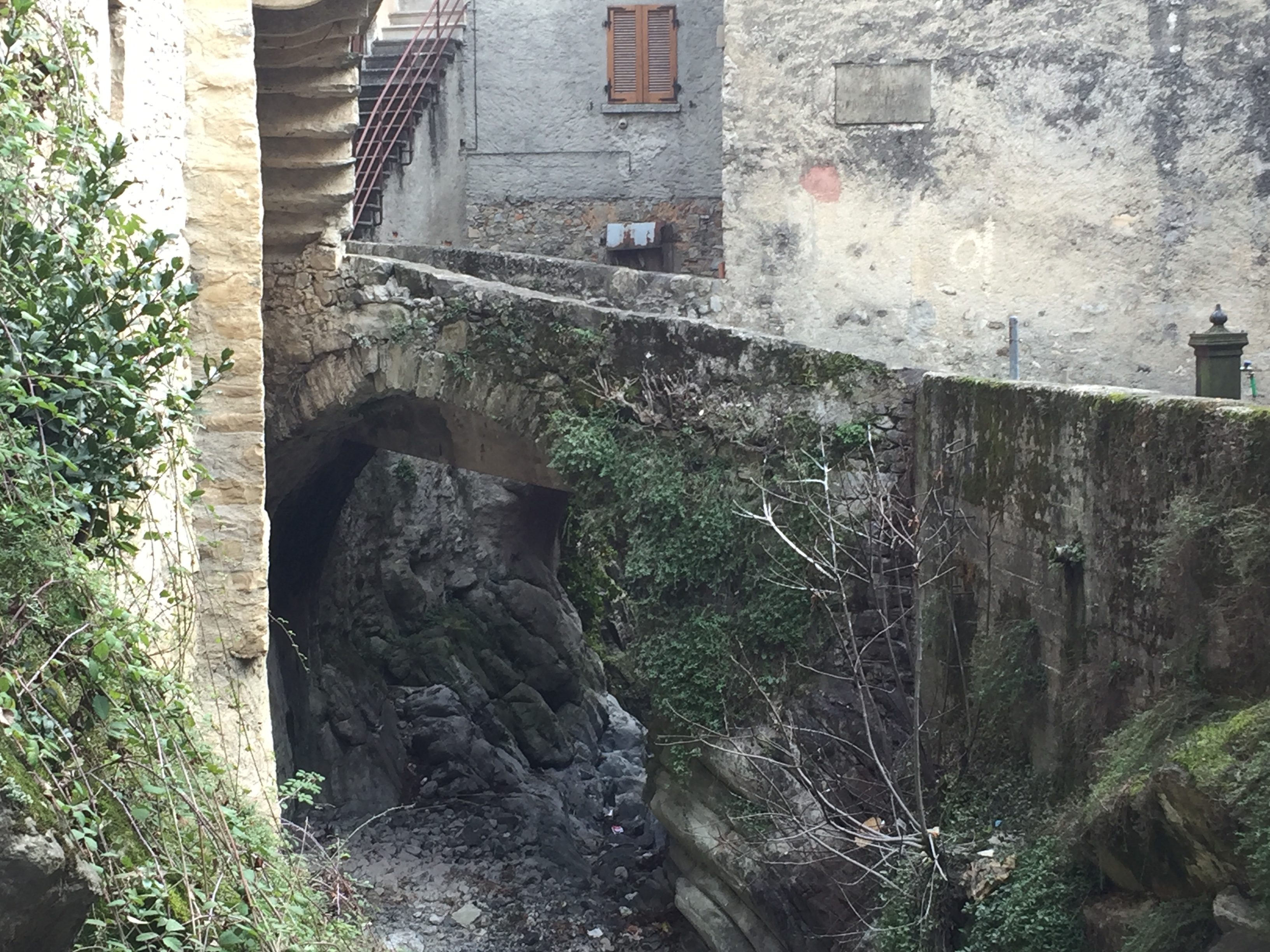
Ponte di pietra sul torrente Pessetta

## Società

### Evoluzione demografica
- 166 nel 1751[10]
- 229 nel 1780
- 210 nel 1799
- 197 nel 1807
- 366 nel 1853

Abitanti censiti

## Geografia antropica

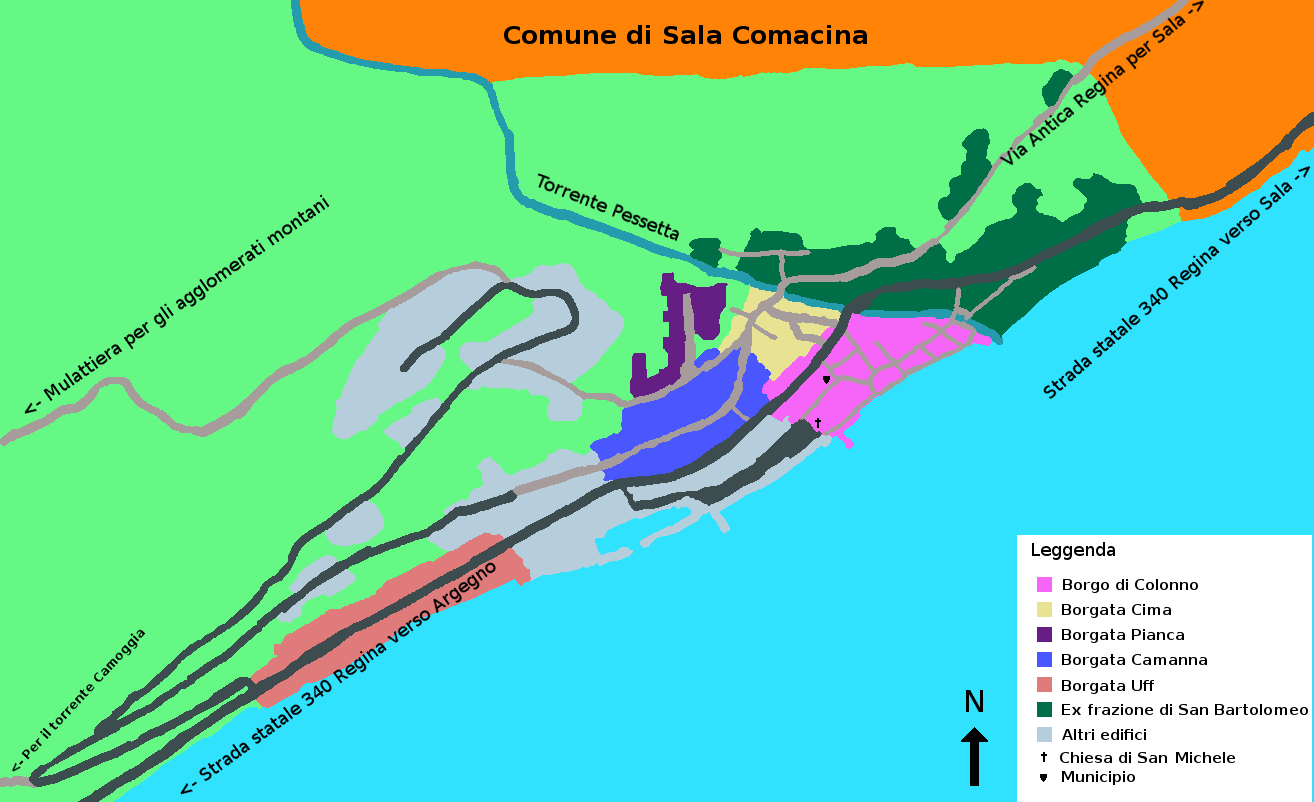
Le borgate storiche di Colonno

Il centro abitato, che si sviluppa sulle sponde del Lago lungo la Strada statale 340 Regina, presenta le caratteristiche di un borgo medievale. Oltre al centro, il borgo è diviso in 4 borgate storiche:
- Uff, che va dal bivio di via Cappella all'ex bar Moretti lungo la via Regina.
- Camanna, oggi via Luigi Civetta.
- Pianca, oggi via Guglielmo Riva.
- Cima, gli edifici sopra la Cooperativa, chiamato così in quanto era la cima del paese in passato.

Sui pendii del Monte Costone, caratterizzati da terrazzamenti per la coltivazione del terreno, sono situati gli agglomerati montani di Barnengo, Cambrianico, Corniga, Solasco e Prati, raggiungibili attraverso mulattiere.

## Amministrazione
| Periodo        | Periodo        | Primo cittadino | Partito                      | Carica  | Note   |
| -------------- | -------------- | --------------- | ---------------------------- | ------- | ------ |
| 7 giugno 2009  | 26 maggio 2014 | Luciano Soldati | lista civica Colonno per voi | Sindaco | [ 19 ] |
| 26 maggio 2014 | 25 maggio 2019 | Luciano Soldati | lista civica Colonno per voi | Sindaco | [ 19 ] |
| 26 maggio 2019 | 9 giugno 2024  | Davide Gandola  | lista civica Colonno per voi | Sindaco | [ 19 ] |
| 9 giugno 2024  | in carica      | Davide Gandola  | lista civica Colonno per voi | Sindaco | [ 19 ] |

## Sport

### Canottaggio
A Colonno si allena la società A.S.D. Canottieri “Tremezzina”.

### Esplicative
1. ↑  Per il dialetto comasco, si utilizza l'ortografia ticinese, introdotta a partire dal 1969 dall'associazione culturale Famiglia Comasca nei vocabolari, nei documenti e nella produzione letteraria.
2. ↑  La cima del monte si trova nel limitrofo comune di Pigra.
3. ↑  Altri esempi di paesi fondati in età romana sono le vicini Lenno, Lezzeno e Nesso.

### Bibliografiche
1. 1 2   Bilancio demografico mensile anno 2024 (dati provvisori), su demo.istat.it, ISTAT.
2. ↑   Classificazione sismica (XLS), su rischi.protezionecivile.gov.it.
3. ↑   Tabella dei gradi/giorno dei Comuni italiani raggruppati per Regione e Provincia (PDF), in Legge 26 agosto 1993, n. 412, allegato A, Agenzia nazionale per le nuove tecnologie, l'energia e lo sviluppo economico sostenibile, 1º marzo 2011,  p. 151. URL consultato il 25 aprile 2012 (archiviato dall'url originale il 1º gennaio 2017).
4. ↑  Borghese, p. 179.
5. 1 2 3   Storia - Comune di Colonno, su comune.colonno.co.it.
6. 1 2 3   Biblioteca Comunale Colonno, COLONNO: cenni storici, Grafiche Botta Albese.
7. ↑   Don Giovanni Baserga, Tomba romana d’un pescatore a Colonno, 1913.
8. ↑  Monti, pg. 372
9. ↑  Cantù, pg 267
10. 1 2 3 4 5 6 7   Colonno (Colonno, CO)  – Istituzioni storiche  – Lombardia Beni Culturali, su lombardiabeniculturali.it.
11. ↑   Como tra Medioevo ed età moderna (a cura di Alberto Rovi) (PDF), su comune.como.it.
12. ↑   araldicacivica.it,  https://web.archive.org/web/20180226005249/http://www.araldicacivica.it/stemmi/comune/sala-comacina/. URL consultato il 24 febbraio 2018 (archiviato dall'url originale il 26 febbraio 2018).
13. ↑   Colonno, su Archivio Centrale dello Stato. URL consultato il 1º febbraio 2025.
14. 1 2 3   Statuto di Colonno, su dait.interno.gov.it,  art. 6 Stemma e gonfalone (archiviato dall'url originale il 1º febbraio 2018).
15. ↑   Colonno, su Stemmi dei Comuni della Provincia di Como.
16. ↑  Dalla scheda ubicata presso la Chiesa
17. ↑   Festa di Sant'Anna 2017 a Corniga, Frazione di Colonno, in my TREMEZZINA.
18. ↑  Statistiche I.Stat ISTAT  URL consultato in data 28-12-2012.
Nota bene: il dato del 2021 si riferisce al dato del censimento permanente al 31 dicembre di quell'anno. Fonte:  Popolazione residente per territorio - serie storica, su esploradati.censimentopopolazione.istat.it.
19. 1 2 3 4   Anagrafe degli amministratori locali e regionali, su amministratori.interno.gov.it. URL consultato il 13 maggio 2023.